# Györfi Anna
Györfi Anna (Budapest, 1986. május 20. –) Domján Edit-díjas magyar színésznő, énekesnő.

## Élete
A színház világával hatéves korában került kapcsolatba, amikor édesanyja elvitte a Fővárosi Operettszínház egyik meghallgatására. Gyerekszínészként szerepelt többek között A muzsika hangja, a Valahol Európában, az Utazás, a Sztárcsinálók, a Leányvásár, az Olivér! és a Grease című előadásokban.
Zenei általános iskolába járt, majd a Városmajori Gimnázium ének-zene szakán folytatta tanulmányait. 2000-ben felvételt nyert az Angelica Leánykarba, amelynek tíz évig volt a tagja. A kórus nemzetközi szinten is elismert, több más díj mellett első helyezést értek el a 2004-es Athéni kórusolimpián. Emellett hat évig zongorázott, s két évig járt ütő tanszakra.
1993 óta szinkronizál, ezen kívül reklámfilmekben és fotózásokon is szerepelt. 2007-ben elvégezte a Budapesti Operettszínház Pesti Broadway Musical Stúdióját, ahol az utolsó évben lehetősége nyílt komolyabb színpadi főszerepre is, mivel eljátszhatta ’Rózsi’ szerepét a ’Menyasszonytánc’ című klezmer-musicalben, majd színpadra lépett az Abigél című előadásban. Tanárai többek között Béres Attila, Toldy Mária, Kemény Gábor és Bakó Gábor voltak. 2009-ben a nagy sikerű Made in Hungaria című filmben Rékát alakította. Jelenleg a Pécsi Nemzeti Színház társulatának tagja.
2004-ben a progresszív szimfonikus jazz-rockot játszó Fugato Orchestra énekesnője lett, amelynek jelenleg is tagja. 2007-ben pedig – szintén énekesnőként – csatlakozott az Impresseve zenekarhoz.

## Filmjei
- 2022 – Nyugati nyaralás – TV bemondó
- 2018 – Genezis
- 2010 – Igazából apa – TV-riporter
- 2009 – Made in Hungaria – Réka

## Szinkronszerepei
- Velünk véget ér: Lily Bloom
- Fullmetal Alchemist: Winry Rockbell
- Naruto: Temari
- Death Note: Misora Naomi
- Hölgyválasz: Jenna Clark – Tamara Hope
- Szívek szállodája: Shelly Cole – Madeline Lynn
- Tinik, tenisz, szerelem: Adena Stiles – Meaghan Rath
- A közvetítő, tévésorozat: Eva – Lizzie Brocheré
- Otthonunk: Tasha Hunter – Isabel Lucas
- Nyári álmok: Victoria – Emilie Granier
- Te szent ég!: Barbara Silenius – Anna Luise Kish
- Hannah Montana: Lilly Truscott – Emily Osment
- Alkonyat: Angela Weber – Christian Serratos
- Született feleségek – Dylan
- Álomháború – Sweet Pea
- Blood+ – Lulu
- Madárka – Feride
- Elrabolva – Kim Mills – Maggie Grace
- Elrabolva 2. – Kim Mills – Maggie Grace
- Elrabolva 3. – Kim Mills – Maggie Grace
- Törésvonal – Blake Gaines – Alexandra Daddario
- Aki bújt – Grace – Samara Weaving
- Outer Banks – Sarah Cameron
- Jégvarázs 2 – Iduna királynő
- Tükebusz (pécsi buszjárat) - Hangosbemondó

## Díjai
- Kontakt-díj (év musical színésznője)
- Szendrő József-díj (2014)
- Budapesti Kazinczy Szép beszéd verseny – arany helyezés (2016)
- Domján Edit-díj (2021)[8]